# 요르단의 총리

요르단의 총리는 요르단 하심 왕국 정부의 수반이다.
총리는 요르단 국왕이 임명하며, 국왕은 자유롭게 자신의 내각을 구성할 수 있다. 그런 다음 요르단 의회는 신임투표를 통해 새 정부의 프로그램을 승인한다. 총리 임기에는 헌법상 제한이 없으며, 그 중 몇몇은 비연속적으로 여러 임기를 역임했다.

## 요르단의 총리
총리부는 요르단 정부의 중앙 기관으로 총리의 사무국 역할을 한다.